# Murathan Mungan
Murathan Mungan (Estambul, 21 de abril de 1955) es un escritor turco de origen kurdo, activista en defensa de los derechos de las minorías kurda, griega, armenia y LGBT. Es autor de más de sesenta obras, novelas, ensayos, poesía y obras de teatro. 

## Biografía
Su familia es originaria de Mardin.  Su padre es árabe y su madre bosnia.  Después de recibir su BA de la Facultad de Letras y Drama de la Universidad de Ankara, trabajó como dramaturgo antes de dedicar todo su tiempo a escribir poesía, obras de teatro, cuentos, novelas, escenarios cinematográficos y canciones. Su primera colección de poemas, Osmanlıya Dair Hikayat ( Historias sobre otomanos ) se publicó en 1980, lo que convirtió a Mungan en un éxito de la noche a la mañana. 
Su producción siguió siendo prolífica y le siguieron varios libros de poesía, en particular Yaz Gecer ( Pases de verano ) y Metal . Ha escrito cuatro obras de teatro, lo que le valió un mayor éxito. Mahmud ile Yezida, Taziye son dos de las obras más representadas del teatro turco moderno.
Sus cuentos se compilaron en volúmenes como Kırk Oda (Cuarenta habitaciones) y Paranın Cinleri (Genios del dinero) . Su guion Dağınık Yatak (Messy Bed) se convirtió en película con el director Atıf Yılmaz en 1986 con la actriz turca Müjde Ar .
Mungan también ha escrito la letra de algunas de las canciones de Yeni Türkü y para cantantes pop como Nükhet Duru .
En 2006, Murathan Mungan supervisó la producción de un álbum de música del cantante turco de arabescos Müslüm Gürses, con versiones de canciones populares como Alexandra Leaving de Leonard Cohen, Mr. Tambourine Man de Bob Dylan y I'm Deranged de David Bowie todos los cuales fueron seleccionados por Mungan.
Abiertamente gay, Mungan está comprometido en el activismo del movimiento gay turco.

## Discografía
- Söz Vermiş Şarkılar (2004, álbum tributo)
- Aşk Tesadüfleri Sever (2006, supervisor)
- Modelo 2020 (2020, álbum tributo)